# Adam Giersz
Adam Leon Giersz (ur. 15 września 1947 w Elblągu) – polski trener tenisa stołowego, działacz sportowy i urzędnik państwowy, w latach 2009–2011 minister sportu i turystyki.

## Życiorys
Absolwent Wydziału Ekonomiki Produkcji Uniwersytetu Gdańskiego, obronił następnie doktorat z zakresu nauk ekonomicznych. W latach 1971–1988 był pracownikiem naukowym UG. Pełnił funkcję sekretarza naukowego i wicedyrektora Instytutu Ekonomiki i Organizacji Produkcji.
W 1984 ukończył studia trenerskie na Akademii Wychowania Fizycznego w Gdańsku. W latach 1984–1993 prowadził reprezentację Polski w tenisie stołowym (w reprezentacji grali wówczas m.in. Andrzej Grubba i Leszek Kucharski). W 1993 otrzymał tytuł Excellent Coach, najwyższe wyróżnienie przyznawane przez Międzynarodową Federację Tenisa Stołowego. Trzykrotnie prowadził reprezentację Europy w meczach z reprezentacją Azji.
Na początku lat 90. działał w Kongresie Liberalno-Demokratycznym, w 1993 kandydował z ramienia tej partii w wyborach parlamentarnych.
Od 1994 do 2001 pełnił funkcję prezesa Polskiego Związku Tenisa Stołowego, a w latach 1998–2000 był członkiem zarządu Europejskiej Unii Tenisa Stołowego. Od 1995 kierował zarządem spółki z o.o.
W listopadzie 2001 został powołany na stanowisko prezesa Urzędu Kultury Fizycznej i Sportu oraz podsekretarza stanu w Ministerstwie Edukacji Narodowej i Sportu. Po likwidacji UKFiS-u od lipca do grudnia 2002 zajmował stanowisko prezesa Polskiej Konfederacji Sportu. W grudniu 2004 odwołano go z funkcji wiceministra edukacji i sportu. Od lutego 2005 jest wiceprezesem Polskiego Komitetu Olimpijskiego. W latach 2007–2008 pełnił funkcję szefa gabinetu politycznego w Ministerstwie Sportu i Turystyki. 28 listopada 2008 został sekretarzem stanu w tym resorcie.
14 października 2009 został powołany na urząd ministra sportu i turystyki w pierwszym rządzie Donalda Tuska. Urząd ten sprawował do 18 listopada 2011. W 2012 jako przedstawiciel Polski zasiadł w komórce orzekającej wydziału ds. kontroli finansowej klubów UEFA.
Był doradcą ministra sportu i turystyki Andrzeja Biernata.

## Odznaczenia
Odznaczony Krzyżem Kawalerskim Orderu Odrodzenia Polski (2001) oraz Srebrnym Krzyżem Zasługi.